# Château de Barberêche
Le château de Barberêche est un château situé dans l'ancienne commune de Barberêche (laquelle fait maintenant partie de celle de Courtepin) dans le canton de Fribourg en Suisse. L'édifice est un bien culturel d'importance nationale.

## Histoire
Surplombant désormais la falaise au-dessus du lac artificiel de Schiffenen créé en 1964, le château actuel est édifié entre 1522 et 1528. Le bâtiment succède à une forteresse du haut Moyen Âge, occupée au XIIIe siècle par la famille de Barberêche qui administre la région au nom des ducs de Zähringen, puis des comtes de Tierstein. L'édifice passe ensuite à Peter de Mettlen, puis au milieu du XIVe siècle à Aymon de Chastonnaye. Au XVe siècle, le château appartient d'abord, dès 1403, à Huguet Chinuz, puis, dès 1420 environ, à la famille des drapiers Mossu. Barberêche passe en 1442 sous la suzeraineté de la Ville de Fribourg. 
En 1507, le château passe à François d'Arsent, puis à la famille de Diesbach en 1515. En mai 1519, Barberêche est acquis par le célèbre Pierre Falck. À la mort de celui-ci, le 6 octobre 1519, Barberêche entre dans la famille des de Praroman. C'est ainsi que l'avoyer Petermann de Praroman construit le château actuel entre 1522 et 1528. Les Archives de l'État de Fribourg conservent un texte autographe de son petit-fils, Nicolas de Praroman (1560-1607), qui constitue un commentaire sur le jardin qu'il créé au château de Barberêche.
En 1662, Marie-Barbe de Praroman apporte Barberêche en dot à son mari, François-Louis Blaise d'Estavayer-Mollondin. En 1799, Caroline de Roll de Soleure, dernière descendante des Estavayer-Mollondin, vend Barberêche aux frères David et Jacques-Rodolphe Burnand de Moudon. En 1829, Barberêche est vendu à Charles Hartmann.
Le 15 juin 1836, Alexis de Zurich rachète le château, son domaine et ses cinq fermes. De 1839 à 1844, le château est rénové et transformé dans le style néogothique. Il reste dans la famille de Zurich jusqu'en 1988, l'historien Pierre de Zurich étant notamment propriétaire du château de 1911 à 1947.
Restauré entre 1989 et 1992, l'édifice appartient à des propriétaires privés.